# Замок Скалігерів (Сірміоне)
Замок Скалігерів (італ. Castello Scaligero) — середньовічний замок у місті Сірміоне в північній Італії, на березі озера Гарда. Зведений у XIII—XIV століттях представниками веронської родини Скалігерів, замок у Сірміоне — один із найкраще збережених замків в Італії, а також рідкісний зразок озерної фортеці. Це популярне туристичне місце, у 2018 році за популярністю замок Скалігерів обійняв 24-те місце серед усіх італійських пам'яток культури, що перебувають у власності держави, — його відвідали 307 132 особи, сукупний дохід склав € 1 070 721.

## Історія
Будівництво замку почалося у другій половині XIII століття, імовірно на місці давньоримського укріплення. Його ініціатором став веронський подеста Леонардіно делла Скала, більш відомий як Мастіно делла Скала. Замок призначався для захисту південного узбережжя озера Гарда, адже місто Сірміоне, яке на той час належало Вероні, розташовувалося на прикордонних землях і перебувало під постійною загрозою нападу. Приблизно через століття по тому замок перебудували, додавши два внутрішніх подвір'я та барбакан.
У 1405 році Сірміоне та замок перейшли під контроль Венеційської республіки, яка почала відновлювати та укріплювати оборонні споруди на озері Гарда. Приблизно тоді до сірміонського замку прибудували внутрішню гавань, оточену кам'яними мурами, і замок набув майже сучасного вигляду. Імовірно, також, що за часів Скалігерів у замку вже була гавань, але дерев'яна.
У XVI столітті замок Скалігерів у Сірміоне через політичні мотиви утратив оборонну функцію, яка перейшла до відбудованої фортеці у сусідньому місті Песк'єра-дель-Гарда. У наступні століття, особливо в наполеонівську епоху та за часів Габсбургів приміщення замку використовували під склади зброї та провіанту, а також як казарми. Пізніше у замку розміщувалися муніципальні служби, пошта, пост карабінерів та невелика в'язниця.
Після 1919 року в замку провели капітальну реставрацію, зокрема, відновили внутрішню гавань, до цього часу замулену і завалену сміттям.

## Опис

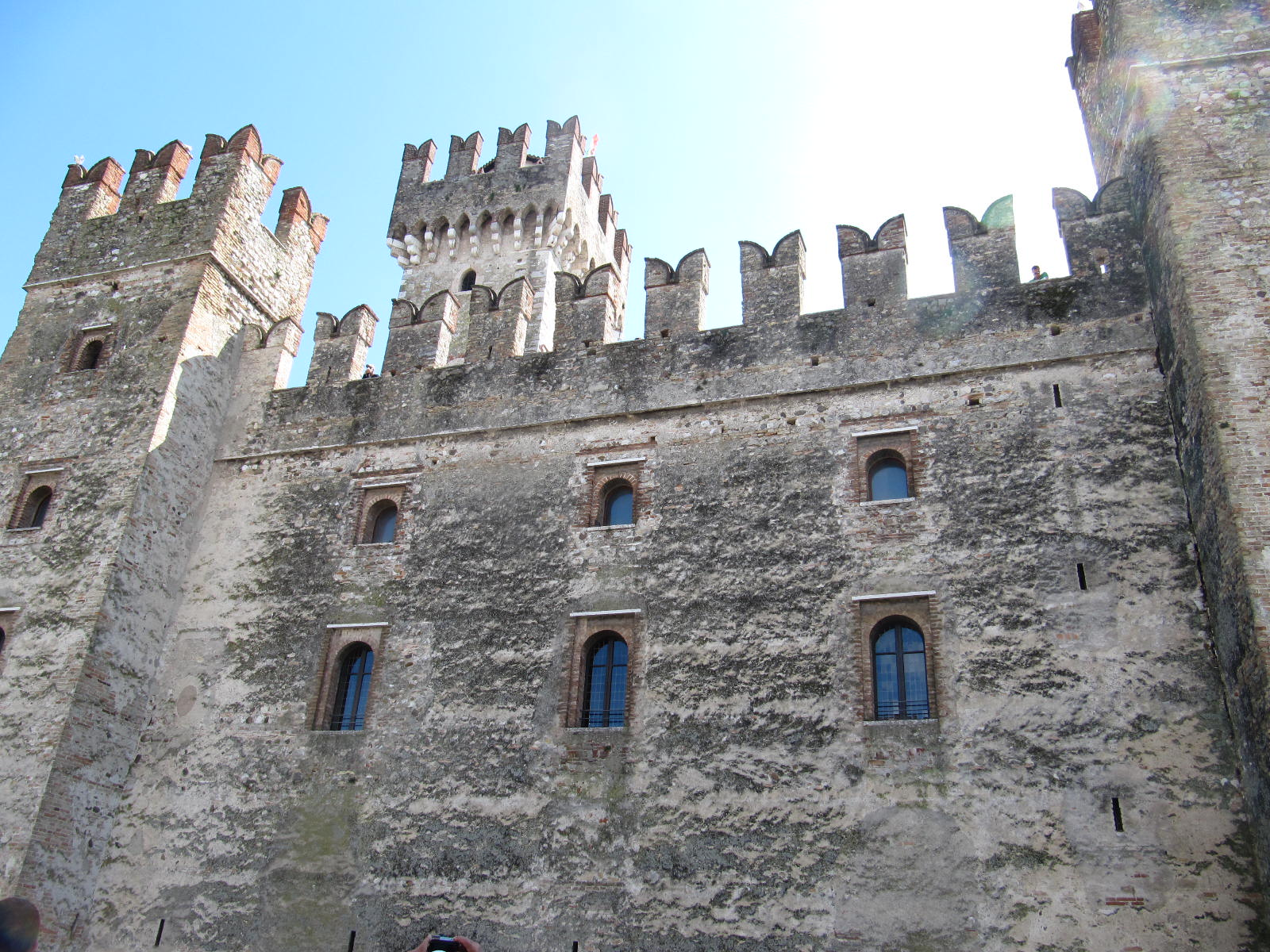
Мерлони на стінах замку

З усіх боків замок оточений водами озера Гарда, зі східного боку розташована закрита гавань, прибудована невдовзі після завершення будівництва замку. Раніше гавань слугувала укриттям для флотилії Скалігерів.
У плані замок має вигляд чотирикутника, три кути якого прикривають оборонні вежі, а в центрі стоїть головна вежа. Ще одне кільце нижчих за висотою мурів оточує друге внутрішнє подвір'я, подвір'я гавані та саму гавань.
Мури замку та три масивні вежі мають особливість, характерну для усіх оборонних будівель Скалігерів, — зубці-мерлони у вигляді ластівчиних хвостів. Мури гавані прикрашені зубцями у вигляді наконечників списів, що вказує на пізніший період будівництва. Між трьома замковими вежами височіє головна вежа-маскіо заввишки 37 м, в якій розміщувалася замкова в'язниця.
Первісно до замку можна було потрапити через звідні мости як із центру Сірміоне, так і з-за меж замку, згодом залишили лише один вхід зі сторони міста. Головний вхід пролягає через равелін і веде до портика, в якому розташовані сходи зі 146 сходинок, що ведуть до бойового ходу на мурах замку. Равелін прикрашають мармурові герби роду Скалігерів та лев святого Марка — символ Венеції.

## Музей
У XXI столітті територія колишньої фортеці Скалігерів відкрита для туристів. У подвір'ї замку до 2010-х років зберігався давньоримський та середньовічний лапідарій, експонати з якого перенесли до музею в Гротах Катулла. Також на внутрішньому подвір'ї діє невелика виставка, яка інформує про історію замку. Відвідувачі можуть також піднятися на мури та на головну вежу замку.

## Легенда
Існує легенда про шляхтича Ебенгардо, який мешкав у замку разом зі своєю коханою дружиною на ім'я Аріче. Однієї ночі, коли надворі лютувала гроза, лицар Елальберто з Венето попрохав про притулок у замку. Вражений красою Аріче, він, незважаючи на гостинність хазяїв та забувши про закони моралі, вночі вдерся до кімнати Аріче. Дівчина від страху заволала про допомогу і тоді Елальберто вдарив її ножем. Коли Ебенгардо прибіг до кімнати Аріче, він побачив свою кохану мертвою і, засліплений гнівом, вихопив кинджал і вбив Елальберто. З тих часів, за легендою, у буремні ночі в замку можна побачити привид Ебенгардо, який блукає у пошуках своєї коханої Аріче. Втім, жодного історичного підтвердження ця легенда не має.

## Галерея

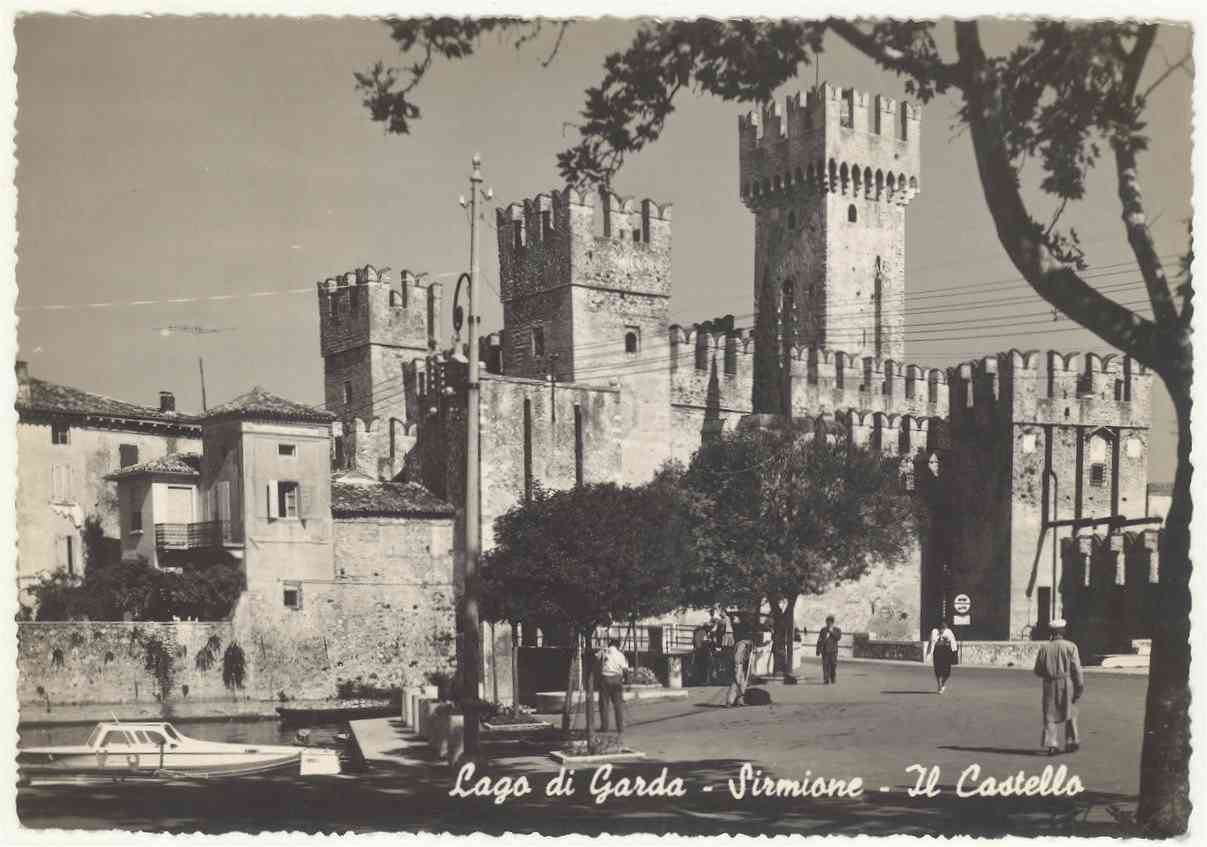
Замок Скалігерів у 1957 році
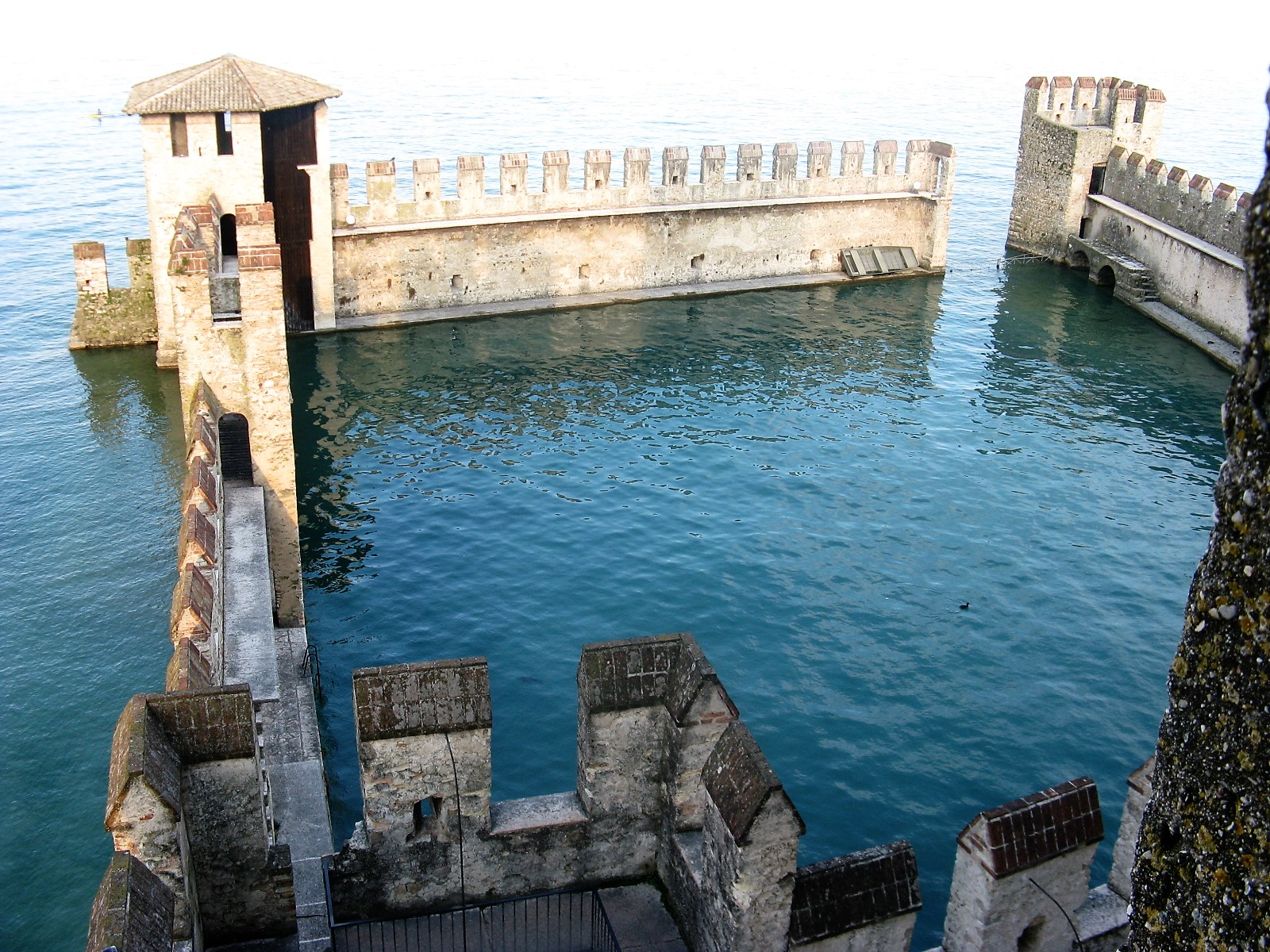
Внутрішня гавань
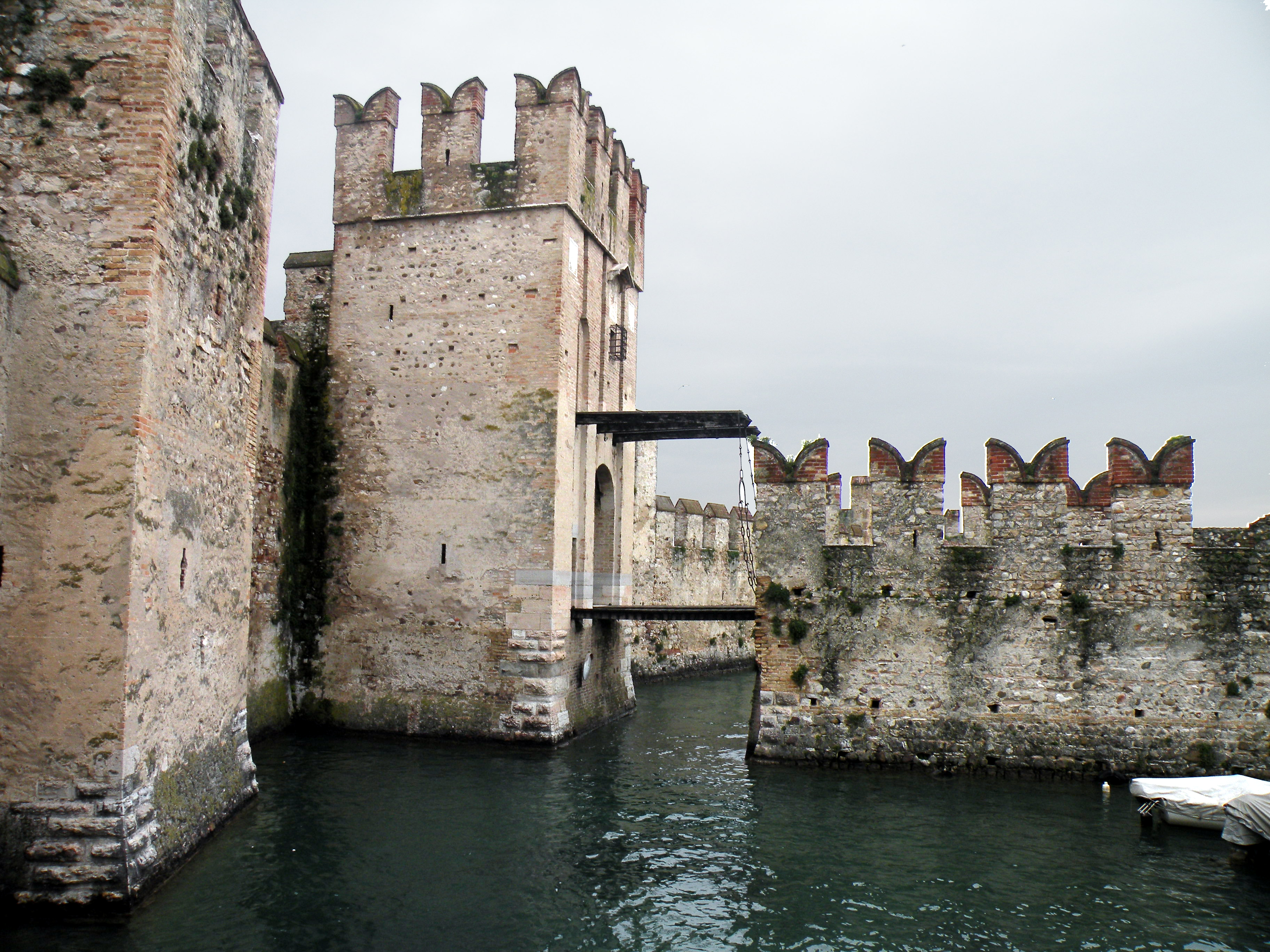
Звідний міст
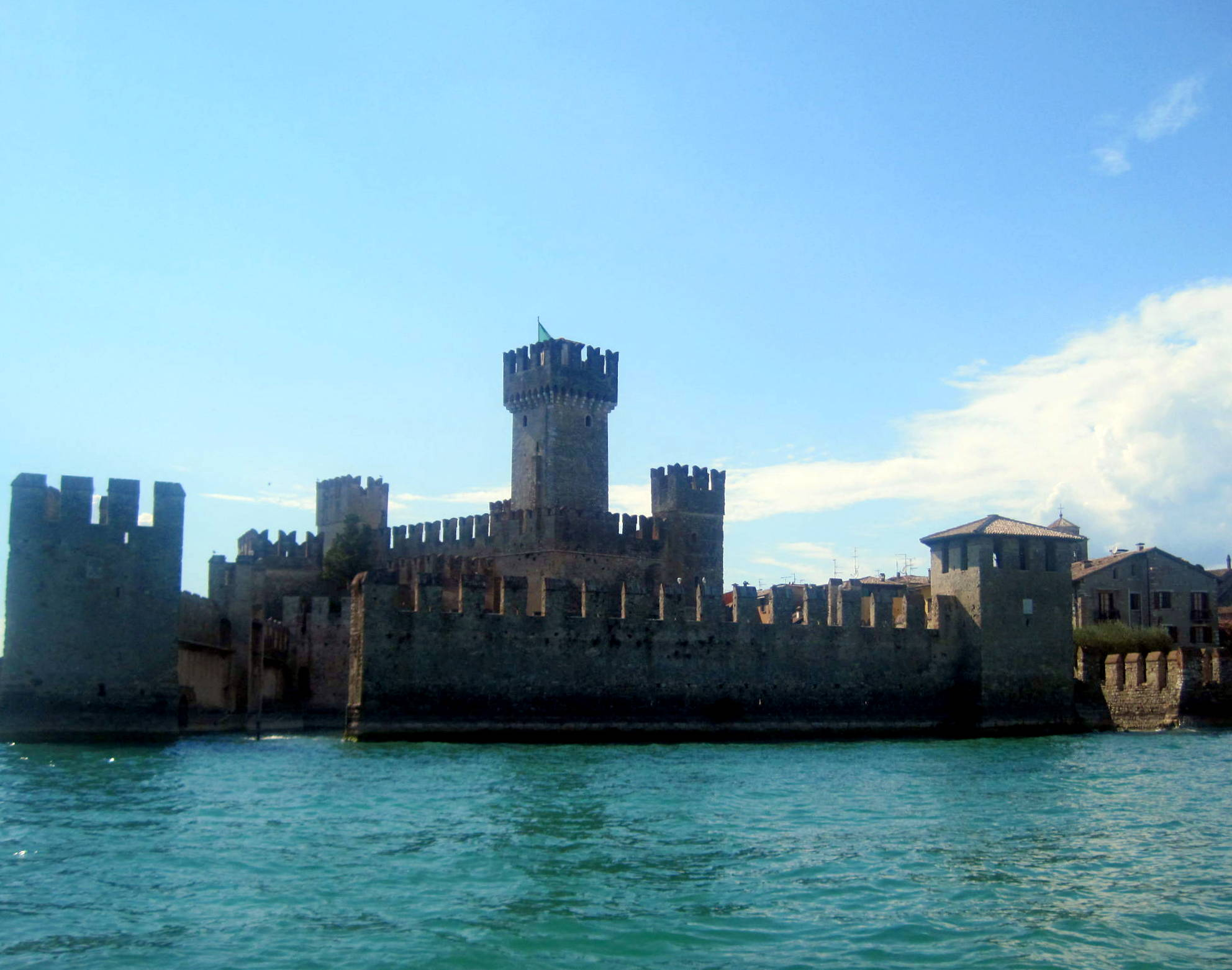
Вигляд замку з боку озера Гарда
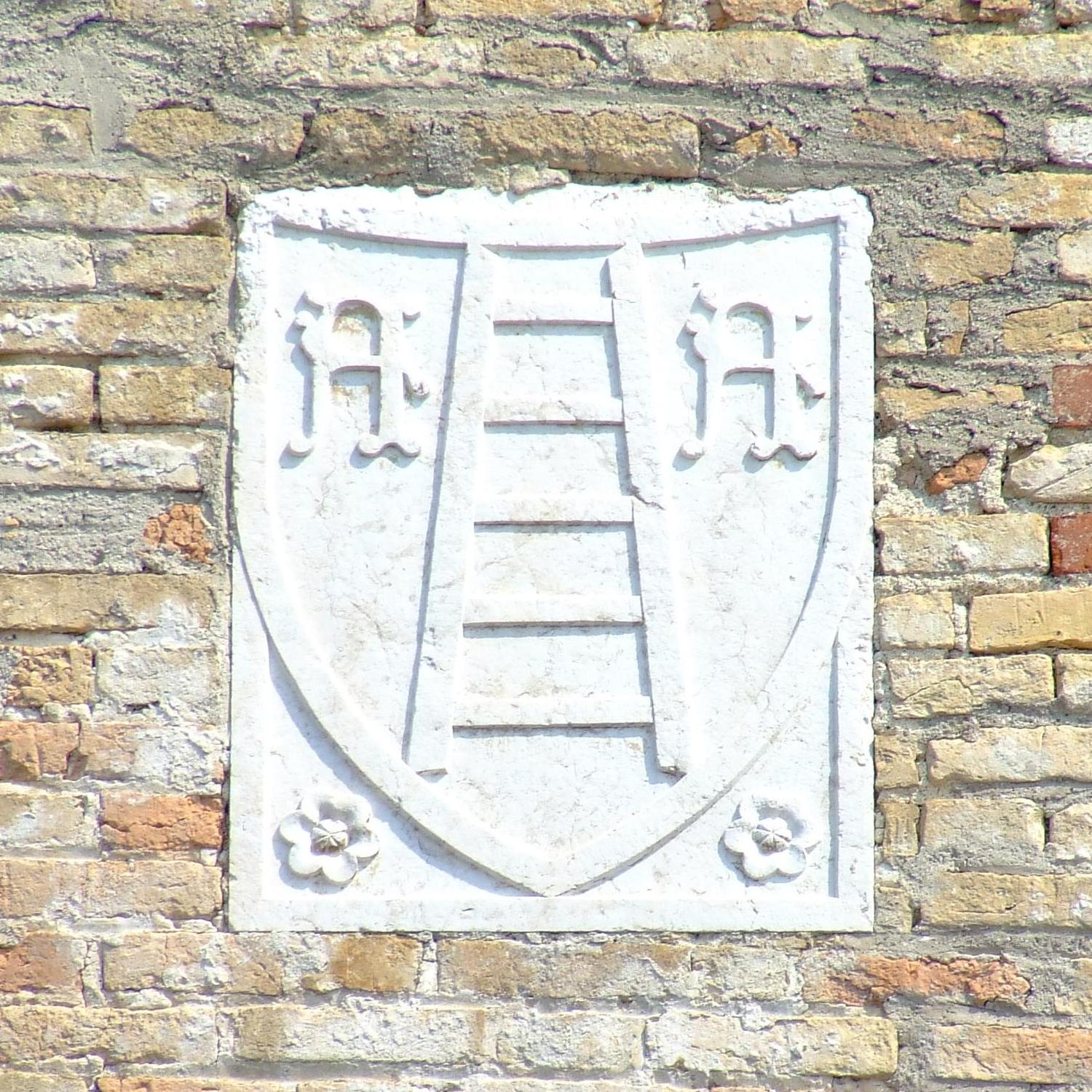
Герб Скалігерів на стіні замку
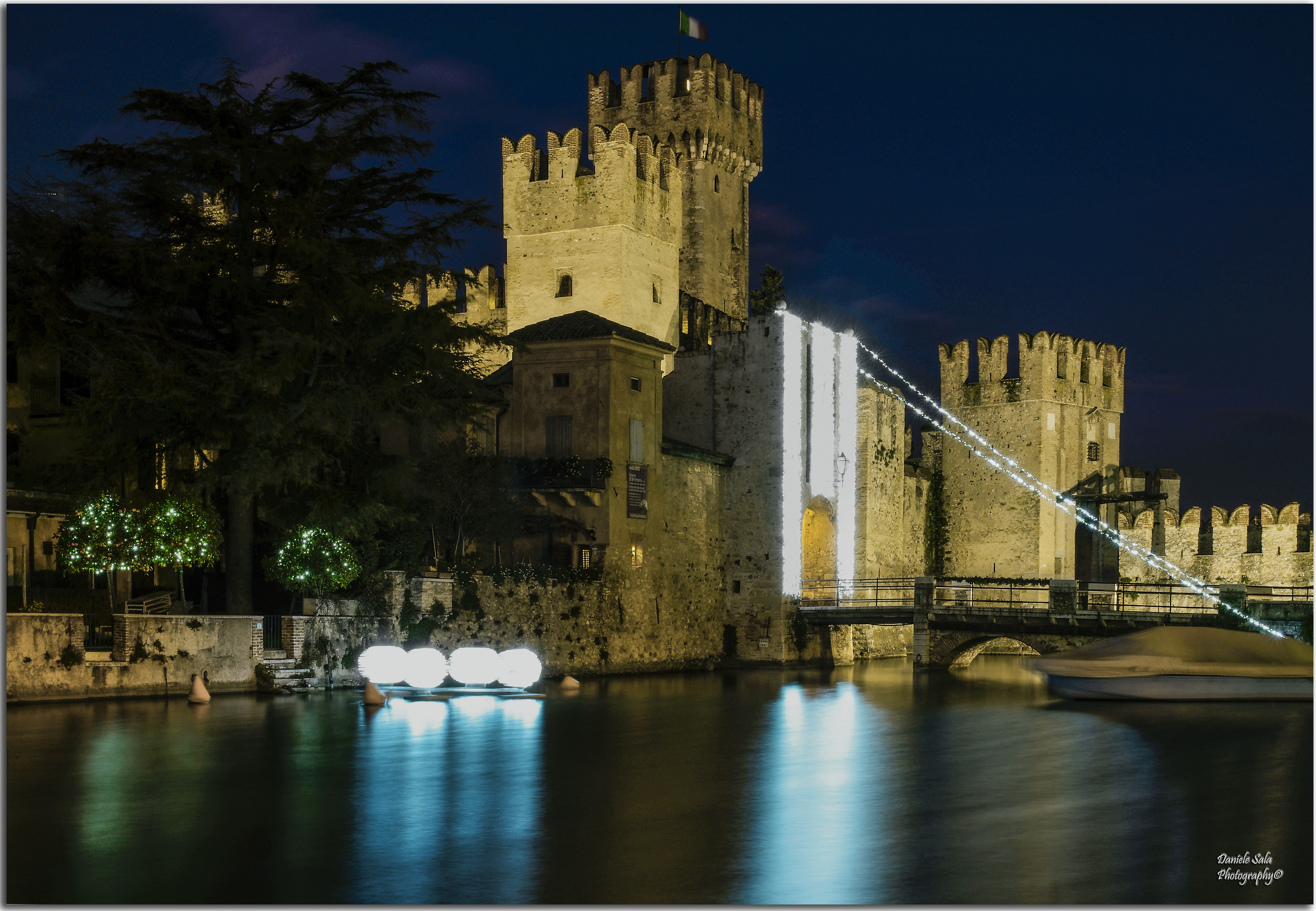
Замок Скалігерів вночі